# Geogarypus connatus
Espèce
Geogarypus connatus est une espèce de pseudoscorpions de la famille des Geogarypidae.

## Distribution
Cette espèce est endémique d'Australie. Elle se rencontre au Victoria, en Nouvelle-Galles du Sud et au Queensland.

## Description
Les mâles mesurent de 1,6 à 1,9 mm et les femelles de 1,9 à 2,5 mm.

## Publication originale
- Harvey, 1986 : The Australian Geogarypidae, new status, with a review of the generic classification (Arachnida: Pseudoscorpionida). Australian Journal of Zoology, vol. 34, p. 753-778.